# Damien Faysse
Damien Faysse, né le 5 août 1971 à Annecy et mort le 21 février 2012 à Bellevaux, est un céiste français.

## Biographie
Il est médaillé d'or en C2 aux Championnats du monde de descente 1993 à Mezzana.
Aux Championnats du monde de descente 1995, il remporte la médaille d'or en patrouille C2 et la médaille d'argent en C2. Aux Championnats du monde de descente 1996, il remporte la médaille d'argent en patrouille C2 et en C2. 
Il meurt emporté par une avalanche le 23 février 2012 à l'âge de 40 ans.